# Ukrainische Eishockeynationalmannschaft der Frauen
Die ukrainische Eishockeynationalmannschaft der Frauen ist die nationale Eishockey-Auswahlmannschaft der Ukraine im Fraueneishockey.

## Geschichte
Die ukrainische Eishockeynationalmannschaft gab ihr Debüt, als sie im November 1992 in der Qualifikation für die B-Gruppe bei der Europameisterschaft 1993 zunächst an Lettland scheiterte, jedoch nachträglich doch noch am Turnier teilnehmen durfte. Bei der B-EM belegten die Ukrainerinnen den fünften und letzten Platz. Bei der Europameisterschaft 1995 belegte die Ukraine zunächst den vierten und letzten Platz der Gruppe 2 bei der B-EM und scheiterte anschließend im Spiel um Platz sieben mit 0:2 an Großbritannien. Seither bestritt die ukrainische Frauen-Nationalmannschaft kein Spiel mehr.
Nach 24 Jahren kehrte die Mannschaft zur Weltmeisterschaft 2019 in den internationalen Spielbetrieb zurück. In der Qualifikation zur Division IIB gelangen ihr vier Siege und der damit verbundene Aufstieg in die Gruppe B der Division II. Ein Jahr später erfolgte der Abstieg in die neu eingeführte Division III.

## Platzierungen bei Weltmeisterschaften
- 2019 – 1. Platz, Qualifikation zur Division IIB (Aufstieg in die Division IIB)
- 2020 – 6. Platz, Division IIB (Abstieg in die Division III)
- 2021 – keine Austragung
- 2022 – keine Teilnahme
- 2023 – 2. Platz, Division IIIA
- 2024 – 1. Platz, Division IIIA (Aufstieg in die Division IIB)
- 2025 – 3. Platz, Division IIB

## Platzierungen bei Europameisterschaften
- 1993 – 5. Platz, B-EM
- 1995 – 8. Platz, B-EM